# Agapanthus inapertus

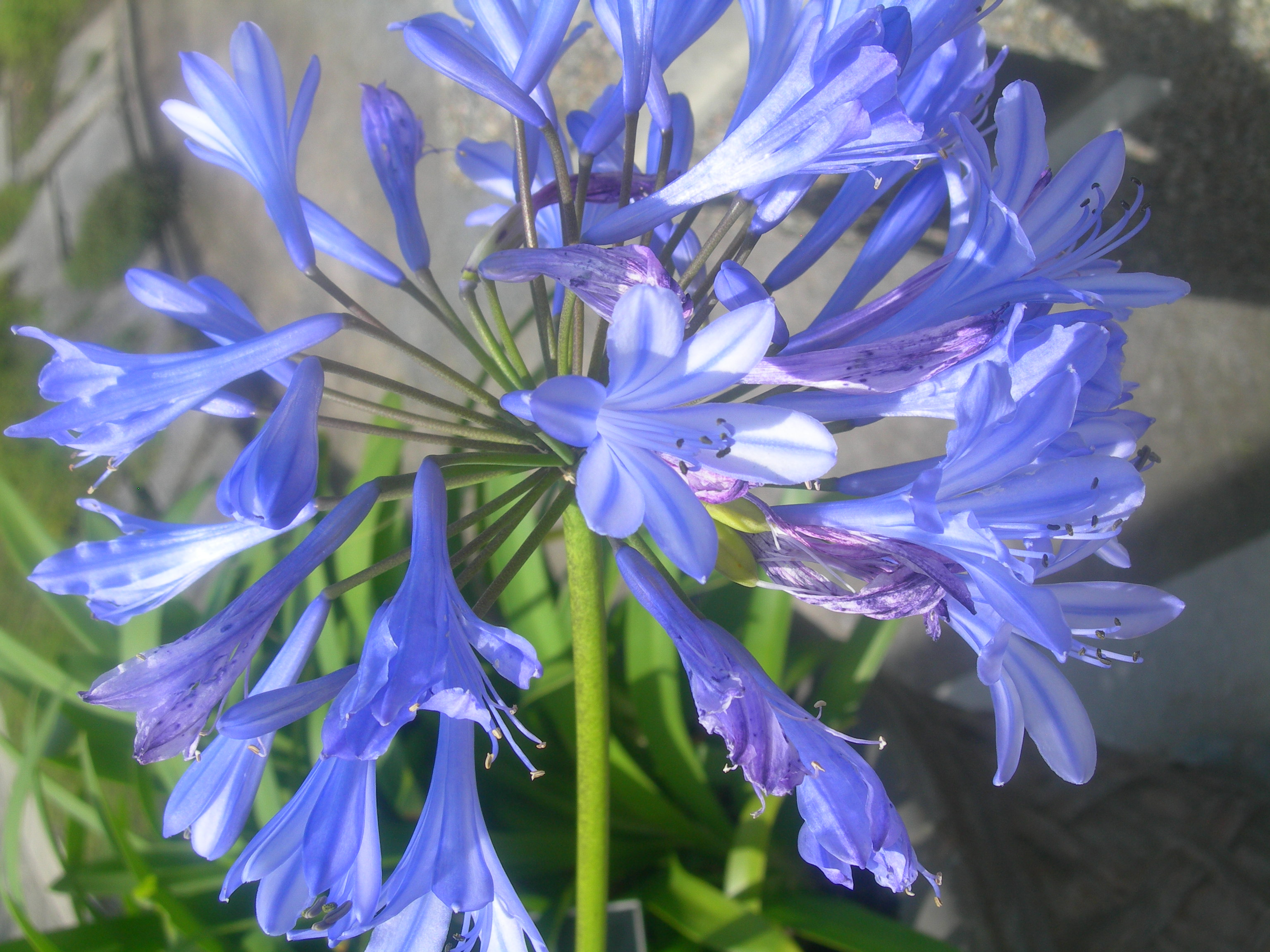
Inflorescència

Agapanthus inapertus és una espècie de planta de la família de les amaril·lidàcies, endèmica del sud d'Àfrica. És una bulbosa perenne que es troba en prats i en vores de boscos de zones muntanyoses i rocoses. Se'l coneix com l'Agapanthus caigut per les seves flors que cauen a totes bandes de la inflorescència. El seu cultiu està molt popularitzat per la seva aparença atractiva i és una excel·lent planta de jardí.

## Descripció
Aquesta planta pot formar densos grups d'unes 6 a 8 fulles per tija florífera. Les fulles són estretes, en forma de corretja i d'un color verd-gris, a la base de la planta. Les fulles estan disposades en forma de ventall i poden fer fins a mig metre de llarg.
Les seves flors són d'un color violeta o blau fosc (a vegades poden ser blanques) i creixen en caps densos al final de tiges altes i erectes, que poden arribar fins a 1,5 metres d'alçada. Les flors individuals són de forma tubular i són pèndules, d'aquí li ve el nom comú d'Agapanthus caigut. La floració és del gener al març.

## Distribució
A Sud-àfrica, la seva distribució natural és per les regions de Mpumalanga, Swazilàndia, pel nord de KwaZulu-Natal, Gauteng i a la província del nord.

## Taxonomia
Agapanthus inapertus va ser descrita per Beauverd, Gustave i publicada en el Bulletin de la Société Botanique de Genève, Sér. 2 2: 179. 1912. (Bull. Soc. Bot. Genève).

### Etimologia
- Agapanthus: nom genèric que deriva del grec agape = 'amor', i de anthos = 'flor'.
- inapertus: epítet llatí que significa 'tancat', referint-se a les seves flors estretes i tubulars.

Linné va anomenar aquest gènere com African Lily, el 'llirí africà', i amb aquest nom es coneix per Europa i Àsia.

## Usos culturals
El gènere Agapanthus ha estat considerat com una planta medicinal i curativa, relacionada amb la fertilitat i l'embaràs. Les dones Xhosa, una ètnia que viu a la zona de l'oest del Cap, a Transkei, utilitzen aquesta planta com a medicina prenatal. Utilitzen les arrels per a fer-se ornamentacions com collarets, com a simbologia per a tenir criatures sanes i saludables.